# Sante Marie

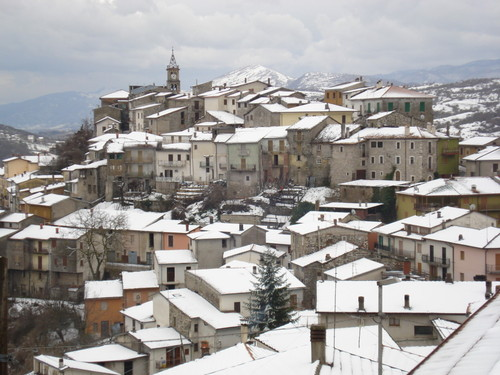
Blick auf Sante Marie

Sante Marie ist eine italienische Gemeinde (comune) mit 1068 Einwohnern (Stand 31. Dezember 2023) in der Provinz L’Aquila in den Abruzzen. Die Gemeinde liegt etwa 32 Kilometer südsüdwestlich von L’Aquila, gehört zur Comunità montana Marsica 1 und grenzt unmittelbar an die Provinz Rieti (Latium).

## Verkehr
Durch die Gemeinde führen die Autostrada A24 von Rom nach Teramo und die frühere Strada Statale 5quater Tiburtina Valeria (heute eine Regionalstraße) von Rom nach Pescara.
Der Bahnhof von Sante Marie liegt an der Bahnstrecke von Rom nach Pescara.